# Шацкий сельсовет
Шацкий сельсовет (бел. Ша́цкі сельсавет) — административная единица на территории Пуховичского района Минской области Белоруссии. Административный центр — агрогородок Шацк. 
В 2013 году в состав сельсовета вошло 31 населённых пунктов упразднённого Ветеревичского сельсовета.

## История
На территории сельсовета находилась деревня Подкозелье. В 1943 году она была сожжена  немецко-фашистскими захватчиками. После войны не была восстановлена.

## Состав
Шацкий сельсовет включает 37 населённых пунктов:
- Антоново — деревня.
- Березники — деревня.
- Борцы — деревня.
- Веркалы — деревня.
- Ветеревичи — деревня.
- Ветеревичи 2 — деревня.
- Выемка — деревня.
- Габриелевка — деревня.
- Грибное — деревня.
- Дубовое — деревня.
- Ельники — деревня.
- Заберезцы — деревня.
- Завод — деревня.
- Задощенье — деревня.
- Ильинка — деревня.
- Корничее — деревня.
- Кошели — деревня.
- Ладымер — деревня.
- Леоновичи — деревня.
- Лучки — деревня.
- Меденое — деревня.
- Мижилище — деревня.
- Мирная — деревня.
- Михалово — деревня.
- Пахарь — деревня.
- Погорелец — деревня.
- Поднемонец — деревня.
- Поречье — деревня.
- Протасовщина — деревня.
- Пруцк — деревня.
- Рудица — деревня.
- Селецк — деревня.
- Селище — деревня.
- Слобода — деревня.
- Старинки — деревня.
- Шацк — агрогородок.
- Ямное — деревня.

Упразднённые населённые пункты:
- Подкозелье — деревня